# Volta Limburg Classic 2018
Volta Limburg Classic 2018 var den 45. udgave af cykelløbet Volta Limburg Classic. Løbet var en del af UCI Europe Tour-kalenderen og blev arrangeret 31. marts 2018. Det blev vundet af slovenske Jan Tratnik fra CCC Sprandi Polkowice.

## Hold og ryttere
| UCI WorldTeam- Lotto NL-Jumbo UCI Professionelle kontinentalthold (9)- Aqua Blue Sport - CCC Sprandi Polkowice - Israel Cycling Academy - Nippo-Vini Fantini-Europa Ovini - Roompot-Nederlandse Loterij - Sport Vlaanderen-Baloise - Vital Concept - WB-Aqua Protect-Veranclassic - Wanty-Groupe Gobert UCI Kontinentalhold (14)- Alecto - BEAT Cycling Club - Canyon Eisberg - Cibel-Cebon - Coop - Delta Cycling Rotterdam - Destil-Parkhotel Valkenburg - Lotto-Kern-Haus - Metec-TKH-Mantel - Monkey Town Continental - Riwal CeramicSpeed - Tarteletto-Isorex - Virtu Cycling - Vlasman Track/Road Continental |
| |

### Danske ryttere
| - Casper Pedersen kørte for Aqua Blue Sport - Louis Bendixen kørte for Team Coop - Kasper Asgreen kørte for Team Virtu Cycling - Andreas Hyldgaard Jeppesen kørte for Team Virtu Cycling - Mikkel Frølich Honoré kørte for Team Virtu Cycling - Jakob Egholm kørte for Team Virtu Cycling - Asbjørn Kragh Andersen kørte for Team Virtu Cycling - Jesper Schultz kørte for Team Virtu Cycling - Torkil Veyhe kørte for Team Virtu Cycling | - Jonas Aaen Jørgensen kørte for Riwal CeramicSpeed Cycling Team - Søren Siggaard kørte for Riwal CeramicSpeed Cycling Team - Jonas Gregaard Wilsly kørte for Riwal CeramicSpeed Cycling Team - Andreas Kron kørte for Riwal CeramicSpeed Cycling Team - Jesper Mørkøv kørte for Riwal CeramicSpeed Cycling Team - Mathias Norsgaard Jørgensen kørte for Riwal CeramicSpeed Cycling Team - Chris Anker Sørensen kørte for Riwal CeramicSpeed Cycling Team |

## Resultater
| \| Samlede stilling \| Samlede stilling \| Samlede stilling \| Samlede stilling \| Samlede stilling \| \| Rytter \| Rytter \| Hold \| Tid \| \| \| ---------------- \| ---------------- \| ------------------------------- \| ---------------- \| ---------------- \| \| 1. \| Jan Tratnik \| CCC Sprandi Polkowice \| 4t 42' 34" \| \| \| 2. \| Marco Tizza \| Nippo-Vini Fantini-Europa Ovini \| + 1" \| \| \| 3. \| Jimmy Janssens \| Cibel-Cebon \| + 1" \| \| \| 4. \| Thomas Degand \| Wanty-Groupe Gobert \| + 3" \| \| \| 5. \| Eddie Dunbar \| Aqua Blue Sport \| + 5" \| \| \| 6. \| Jérôme Baugnies \| Wanty-Groupe Gobert \| + 41" \| \| \| 7. \| Antoine Warnier \| WB-Aqua Protect-Veranclassic \| + 41" \| \| \| 8. \| Jeroen Meijers \| Roompot-Nederlandse Loterij \| + 53" \| \| \| 9. \| Aksel Nõmmela \| BEAT Cycling Club \| + 53" \| \| \| 10. \| Quentin Pacher \| Vital Concept \| + 53" \| \| |                 |                                 |            |
| |                 |                                 |            |
| Kilder: ProCyclingStats Cycling Quotient Cycling Archives |                 |                                 |            |
| Samlede stilling |                 |                                 |            |
| Rytter | Rytter          | Hold                            | Tid        |
| 1. | Jan Tratnik     | CCC Sprandi Polkowice           | 4t 42' 34" |
| 2. | Marco Tizza     | Nippo-Vini Fantini-Europa Ovini | + 1"       |
| 3. | Jimmy Janssens  | Cibel-Cebon                     | + 1"       |
| 4. | Thomas Degand   | Wanty-Groupe Gobert             | + 3"       |
| 5. | Eddie Dunbar    | Aqua Blue Sport                 | + 5"       |
| 6. | Jérôme Baugnies | Wanty-Groupe Gobert             | + 41"      |
| 7. | Antoine Warnier | WB-Aqua Protect-Veranclassic    | + 41"      |
| 8. | Jeroen Meijers  | Roompot-Nederlandse Loterij     | + 53"      |
| 9. | Aksel Nõmmela   | BEAT Cycling Club               | + 53"      |
| 10. | Quentin Pacher  | Vital Concept                   | + 53"      |